# 玖村敏雄
玖村 敏雄（くむら としお、1896年12月8日 - 1968年2月21日）は、日本の文部官僚、教育学者。教育者としての吉田松陰を研究。

## 略歴
山口県出身。1915年に山口県師範学校を卒業。小学校訓導、高等女学校教諭を務める。1926年、広島高等師範学校を卒業。広島師範学校教諭、1929年に広島高等師範学校講師、1930年に同校教授に就任。1934年から岩波書店で『吉田松陰全集』の編纂委員を務めた後、1944年文部省教学官となり、学校教育局師範教育課長、大学学術局教職員養成課長を経て、1953年山口大学教育学部教授、同大学学部長となる。1960年に定年退官。1962年福岡学芸大学学長に就任した。教育者としての吉田松陰を研究した。

## 著書
- 『ペスタロッチーの生涯』ペスタロッチー全集 第1巻 玉川学園出版部 1927
- 『スタンツのペスタロツチー』渾沌社教育叢書 1932
- 『宇都宮黙霖』広島県教育会 1933
- 『吉田松陰』岩波書店 1936　のちマツノ書店、文春学藝ライブラリー、2014
- 『大和民族の精神と使命』廣島遞信局 修養パンフレツト 1937
- 『吉田松陰の思想と教育』岩波書店 1942
- 『教育職員免許法同法施行法解説 第1 法律篇』編 学芸図書 1949
- 『教育職員免許法施行規則,同法施行法施行規則解説 命令篇』学芸図書 1949
- 『とし郎句集』玖村とし郎 玖村ツヤ 1969

### 共編著・訳
- 『ペスタロッチー全集 第6巻』「寓話選」訳 玉川学園出版部　1936
- 宇都宮真名介『黙霖名著集 第1輯 (黙霖吉田松陰往復書翰)』吉野浩三共編 黙霖先生顕彰会 1938
- 『吉田松陰遺墨帖』編 天晨堂 1941
- 吉田松陰『安政三年丙辰文稿』吉野浩三共編 黙霖文庫 1944
- 『世界教育宝典全集 日本教育編 第2 山鹿素行・吉田松陰集』村上敏治共校註 玉川大学出版部 1965
- 『教育における伝統と創造』編 玉川大学出版部 1968

### 記念文集
- 『燈』玖村敏雄先生の古稀をお祝いする会編 山口県教育会 1966

## 論文
- CINII